# Rho
Pour la lettre grecque, voir Rhô. Pour les autres utilisations, voir Rho (homonymie).
Rho (prononcé : [rɔ]) est une ville de la ville métropolitaine de Milan, dans la région Lombardie, en Italie. Son code postal est le 20017.

## Économie
- L'entreprise agro-alimentaire Citterio est basée à Rho.

## Transport
La commune est traversée par les lignes de Turin à Milan et de Domodossola à Milan, la gare de Rho est desservie par des trains Trenitalia R et RV et par les trains des lignes S5 et S6 du Service ferroviaire suburbain de Milan.

## Administration
| Période                                  | Période  | Identité          | Étiquette | Qualité |
| ---------------------------------------- | -------- | ----------------- | --------- | ------- |
| 28 mai 2007                              | En cours | Roberto Zucchetti |           |         |
| Les données manquantes sont à compléter. |          |                   |           |         |

### Frazione
Terrazzano, Passirana, Mazzo, Lucernate, Biringhello, Pantanedo.

### Communes limitrophes
Arese, Cornaredo, Lainate, Milan, Pero, Pogliano Milanese, Pregnana Milanese, Settimo Milanese.